# أربينيو (آن)
أربينيو (بالفرنسية: Arbignieu) هي بلدية فرنسية تقع في إقليم آن في فرنسا. رمز إنسي لها هو:1015. أما الرمز البريدي لها فهو: 1300.